# 金属管
金属管（きんぞくかん）とは、金属製の管である。形状としては円管、楕円管、角管などがある。用途・材質別には一般構造用炭素鋼管、機械構造用炭素鋼鋼管、配線用薄鋼管、圧力配管用炭素鋼鋼管、ボイラ・熱交換器用合金鋼管、ステンレス鋼管、銅管などがある。長さは、一般的に配管用で約3,660 mm、構造用で約5,500 mmである。

## 主な金属管
- JIS-G-3441　機械構造用合金鋼鋼管
- JIS-G-3444　一般構造用炭素鋼鋼管
- JIS-G-3445　機械構造用炭素鋼鋼管
- JIS-G-3446　機械構造用ステンレス鋼鋼管
- JIS-G-3448　一般配管用ステンレス鋼管
- JIS-G-3452　配管用炭素鋼管
- JIS-G-3454　圧力配管用炭素鋼鋼管
- JIS-G-3455　高圧配管用炭素鋼鋼管
- JIS-G-3456　高温配管用炭素鋼管
- JIS-G-3457　配管用アーク溶接炭素鋼鋼管
- JIS-G-3458　配管用合金鋼鋼管
- JIS-G-3459　配管用ステンレス鋼管
- JIS-G-3460　低温配管用鋼管
- JIS-G-3463　ボイラ・熱交換器用ステンレス鋼管
- JIS-G-3466　一般構造用角形鋼管
- JIS-H-3300　銅及び銅合金継目無管
- JIS-H-3320　銅及び銅合金溶接管
- JIS-H-4311　一般工業用鉛及び鉛合金管

## 管の太さのあらわし方（円管）
「外径」を基準とした呼び径が使われており、A呼称とB呼称がある。A呼称はメートル法で mm表記、B呼称はA寸法をヤードポンド法でインチ換算した分数表記となっている。
呼び径は内径に近いものとなっているが、管の材質、用途により肉厚が異なるため、内径で管の太さを定義すると外径がバラバラになり実用上不便であるため、規格で定義されるのは外径である。そのため呼び径と外径は大きく異なっている。
なお、日本国内では日本産業規格（JIS）であり、海外で使用される米国国家規格協会規格（ANSI規格）では同等の表記がされるものの、わずかに寸法が異なる。
| A呼称 | B呼称  | JIS寸法 （外径・mm） | 俗称 （B呼称の分母を8に固定した呼び方) |
| ----- | ------ | -------------------- | -------------------------------------- |
| 6A    | 1/8B   | 10.5                 | 一分(いちぶ)                           |
| 8A    | 1/4B   | 13.8                 | 二分(にぶ)                             |
| 10A   | 3/8B   | 17.3                 | 三分(さんぶ)                           |
| 15A   | 1/2B   | 21.7                 | 四分(よんぶ)                           |
| 20A   | 3/4B   | 27.2                 | 六分(ろくぶ)                           |
| 25A   | 1B     | 34                   | 吋（いんち）                           |
| 32A   | 1-1/4B | 42.7                 | 吋二分（いんちにぶ）                   |
| 40A   | 1-1/2B | 48.6                 | 吋半（いんちはん）                     |
| 50A   | 2B     | 60.5                 | 二吋（にいんち）                       |

など